# Yamaha MS Racing
Yamaha MS Racing ist ein Motorsportteam, welches seit 2017 in der Supersport-300-Weltmeisterschaft antritt; zwischenzeitlich auch in der Supersport-Weltmeisterschaft.

## Aktuelle Fahrer
- Humberto Maier, #12, Brasilien –  AD78 FIM Latinoamerica by MS Racing
- Dorian Joulin, #19, Frankreich – MS Racing
- Juan Risueño, #39, Spanien – MS Racing
- Kevin Fontainha, #62, Brasilien –  AD78 FIM Latinoamerica by MS Racing

## Ehemalige Fahrer
David Salvador, Gustavo Manso, Michel Agazzi, Enzo Valentim, Galang Hendra Pratama, Clement Rouge, Eitan Gras Cordon, Alfonso Coppola, Juan Pablo Uriostegu, Kas Beekmans, Ondřej Vostatek, Unai Orradre, Baris Sahin, Ton Kawakami, Meikon Kawakami, Iker García Abella, Marc García, Daniel Valle, Matías Petratti, Marc Alcoba, Yeray Ruiz, Miguel Santiago Duarte, Aleix Viu, Borja Gómez, Paweł Szkopek, Sylvain Markarian, Alan Kroh, Andy Verdoïa, Dallas Daniels, Beatriz Neila, Ferran Hernández Moyano, Álex Toledo, María Herrera, Manuel González, Ali Adriansyah Rusmiputro, Matej Smrz, Robert Mureșan

## Erfolge
- 2017 Weltmeister Supersport 300 (Marc García)

### Rennsiege Supersport-300-Weltmeisterschaft
|   | Saison | Strecke            | Fahrer         |
| - | ------ | ------------------ | -------------- |
| 1 | 2017   | Imola              | Marc García    |
| 2 | 2017   | Magny-Cours        | Marc García    |
| 3 | 2018   | Magny-Cours        | Daniel Valle   |
| 4 | 2020   | Jerez (Rennen 1)   | Unai Orradre   |
| 5 | 2022   | Aragón (Rennen 1)  | Marc García    |
| 6 | 2022   | Estoril (Rennen 1) | Marc García    |
| 7 | 2022   | Most (Rennen 1)    | Marc García    |
| 8 | 2024   | Jerez (Rennen 1)   | David Salvador |

### Rennsiege Supersport-Weltmeisterschaft
|   | Saison | Strecke              | Fahrer       |
| - | ------ | -------------------- | ------------ |
| 1 | 2020   | Barcelona (Rennen 1) | Andy Verdoïa |